# Forschungsstation Zackenberg
Koordinaten: 74° 28′ N, 20° 34′ W

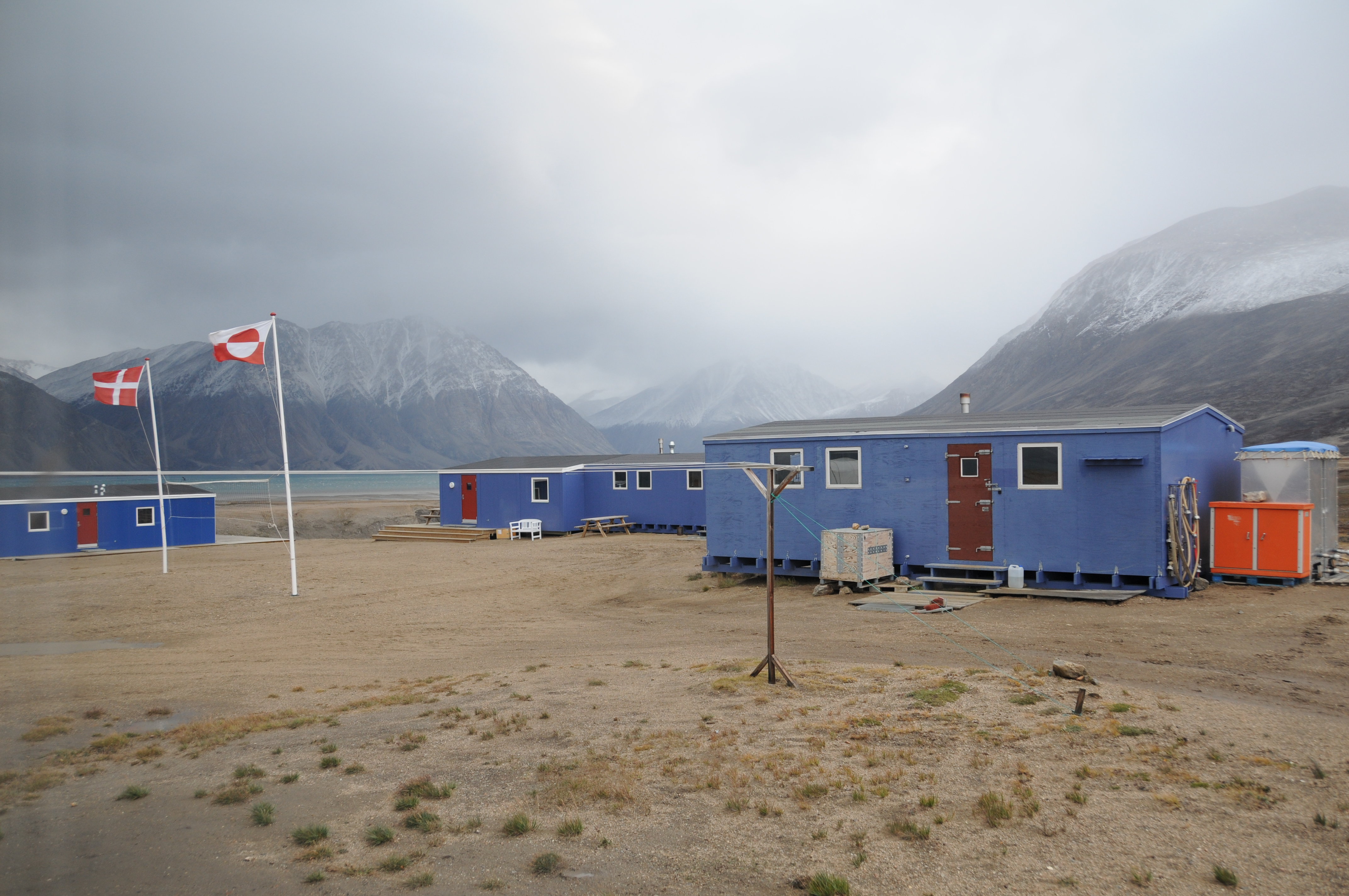
Forschungsstation Zackenberg

Die Forschungsstation Zackenberg (dänisch Zackenberg Forskningsstation) ist eine wissenschaftliche Einrichtung zur Erforschung und Überwachung des arktischen Ökosystems im Nordost-Grönland-Nationalpark. Sie gehört der Regierung Grönlands und wird vom Institut für Biowissenschaften der Universität Aarhus betrieben.

## Lage
Die Station liegt im Zackenbergdalen an der Südküste der Halbinsel Wollaston Forland am Nordufer des Young Sunds. Der Abschnitt des Sunds trägt den Namen Zackenberg Bugt, benannt nach dem westlich der Station gelegenen Zackenberg. 21 km südsüdöstlich auf derselben Halbinsel liegt Daneborg, das Hauptquartier der Sirius-Schlittenpatrouille, wo die Forschungsstation Zackenberg ein Meeresforschungslabor unterhält. Die nächste zivile Siedlung ist das 445 km südlich gelegene Ittoqqortoormiit.
Das Zackenbergdalen ist ein 20 km² großes relativ flaches Tal, das von über 1000 m hohen Bergen umgeben ist. Der Talboden liegt meist 30 bis 40 m hoch. Neben saftigen Wiesen und Magerrasen findet man kahle Schotterbänke und Blockhalden. Es gibt mehrere flache Teiche und Seen und im nordwestlichen Teil des Tals ein großes Gebiet mit Moränenhügeln und Toteislöchern. Im Norden und Nordwesten setzt sich das Zackenbergdalen in zwei schmaleren Tälern fort, dem Store Sødal und dem Lindemansdalen. Zwei Flüsse aus diesen Tälern vereinen sich zum Zackenbergelven, der direkt an der Forschungsstation vorbei in ein Delta zum Young Sund fließt.

## Geschichte
Am 30. Juli 1930 wurde nahe der Stelle der heutigen Forschungsstation eine Jagdhütte der dänischen Jagdkompanie Nanok errichtet. Sie befand sich westlich des dortigen Flusses und wurde vermutlich 1939 abgerissen, um ihre Baumaterialien andernorts wiederverwenden zu können. Möglicherweise wurde sie jedoch auch erst bei einem Brand am 7. Juli 1952 vernichtet.
1945 wurde von Nanok die Errichtung einer größeren Jagdstation am Zackenberg beschlossen, die den Namen Horsnæs erhalten sollte. Der Name wurde jedoch wieder verworfen und stattdessen wurde die im August 1945 errichtete Station nach dem angrenzenden Berg benannt, welcher seinen Namen seit der Zweiten Deutschen Nordpolar-Expedition 1869/70 unter Carl Koldewey trug. Sie lag ebenfalls westlich des Flusses. In den Anfangsjahren gab es Konflikte mit konkurrierenden norwegischen Jägern. Die Station war bis 1953 in Betrieb und anschließend verlassen. Von Mai 1959 bis April 1960 war die Station nach einer Renovierung ein weiteres Mal erst zwei, dann einem Jäger bewohnt. Später begann Sirius die verlassene Station als Unterkunft zu nutzen.
1947 wurde anlässlich der Ersten Pearyland-Expedition unter Eigil Knuth eine Expeditionsbasis direkt westlich der Jagdstation errichtet. Sie wurde auch während der British North Greenland Expedition von 1952 bis 1954 genutzt, um von dort aus mit Flugbooten nach Nordgrönland fliegen zu können. Später verfiel die Basis.
1991 arbeitete erstmals eine wissenschaftliche Expedition im Rahmen des Forschungsprogramms Zackenberg Ecological Research Operations (ZERO) im Tal. 1995 wurde hier von der Sirius-Schlittenpatrouille eine vorläufige Station aufgebaut und am 14. August 1997 die Forschungsstation Zackenberg von der dänischen Forschungsministerin Jytte Hilden und ihrer grönländischen Amtskollegin Marianne Jensen offiziell eröffnet. Die Station war zunächst nur in den Sommermonaten Juni, Juli und August besetzt, seit 2007 ist die Saison auf den Zeitraum vom 1. Mai bis 31. Oktober ausgedehnt worden.

## Beschreibung
Die Zackenberg-Station hat eine überdachte Fläche von 650 m², die Nebenstelle in Daneborg noch einmal 290 m². Die wissenschaftlichen Laboratorien nehmen 40 m² (Daneborg: 50 m²) ein. Es gibt 15 Wohnräume mit 24 Betten, fünf Laboratorien, einen Aufenthaltsraum und eine Kantine. Dazu kommen weitere 10 Betten in Daneborg. Die Station ist nur im Sommer besetzt. Dann arbeiten dort vier, in Daneborg ein bis drei Personen.
Zackenberg besitzt eine 380 m lange und 20 m breite geschotterte Landebahn und einen Hubschrauberlandeplatz. Pro Jahr wird die Station etwa 20 Mal angeflogen und einmal jährlich im August von einem Versorgungsschiff angelaufen.

## Klima
Das Klima an der Zackenbergbucht ist hocharktisch. Die mittlere Jahrestemperatur beträgt an der Station −9,2 °C. Der Februar weist als kältester Monat eine Durchschnittstemperatur von −19,4 °C, der Juli als wärmster Monat 6,1 °C auf. Die mittlere Windgeschwindigkeit in zwei Meter Höhe beträgt 2,8 m/s. Die Jahresniederschlagsmenge liegt bei 200 mm.

## Forschung
Unter der Bezeichnung Zackenberg Basic wird in der Station ein langfristiges Forschungs- und Monitoringprogramm durchgeführt. Dieses ist Teil des Greenland Ecosystem Monitorings (GEM), dem auch die Arktisstation der Universität Kopenhagen auf der Disko-Insel und das Pinngortitaleriffik in Nuuk angeschlossen sind.
Zackenberg Basic besteht aus fünf Teilprogrammen:
- ClimateBasis (Monitoring des Klimas),
- GeoBasis (Monitoring der Kohlenstoffbilanz des Ökosystems, andere Folgen des Klimawandels),
- BioBasis (Monitoring der lebenden Natur),
- MarineBasis (Monitoring physikalischer und biologische Prozesse im marinen Ökosystem),
- GlacioBasis (Monitoring der Massenbilanz der lokalen Gletscher).

Rund zwei Drittel der etwa 25 jährlich laufenden Projekte beschäftigen sich mit dem Klimawandel.